# Stanton, Kentucky
Stanton är administrativ huvudort i Powell County i Kentucky. Orten har fått sitt namn efter politikern Richard H. Stanton. Enligt 2010 års folkräkning hade Stanton 2 733 invånare.